# Stek Salisbury
Stek Salisbury (ang. Salisbury steak) – potrawa z mielonego mięsa wołowego z dodatkiem innych składników uformowana w kształcie kotleta. Zazwyczaj podawana w sosie pieczeniowym lub z sosem brązowym. Podobnym produktem jest kotlet znajdujący się w hamburgerze, lecz zawiera inne dodatki.

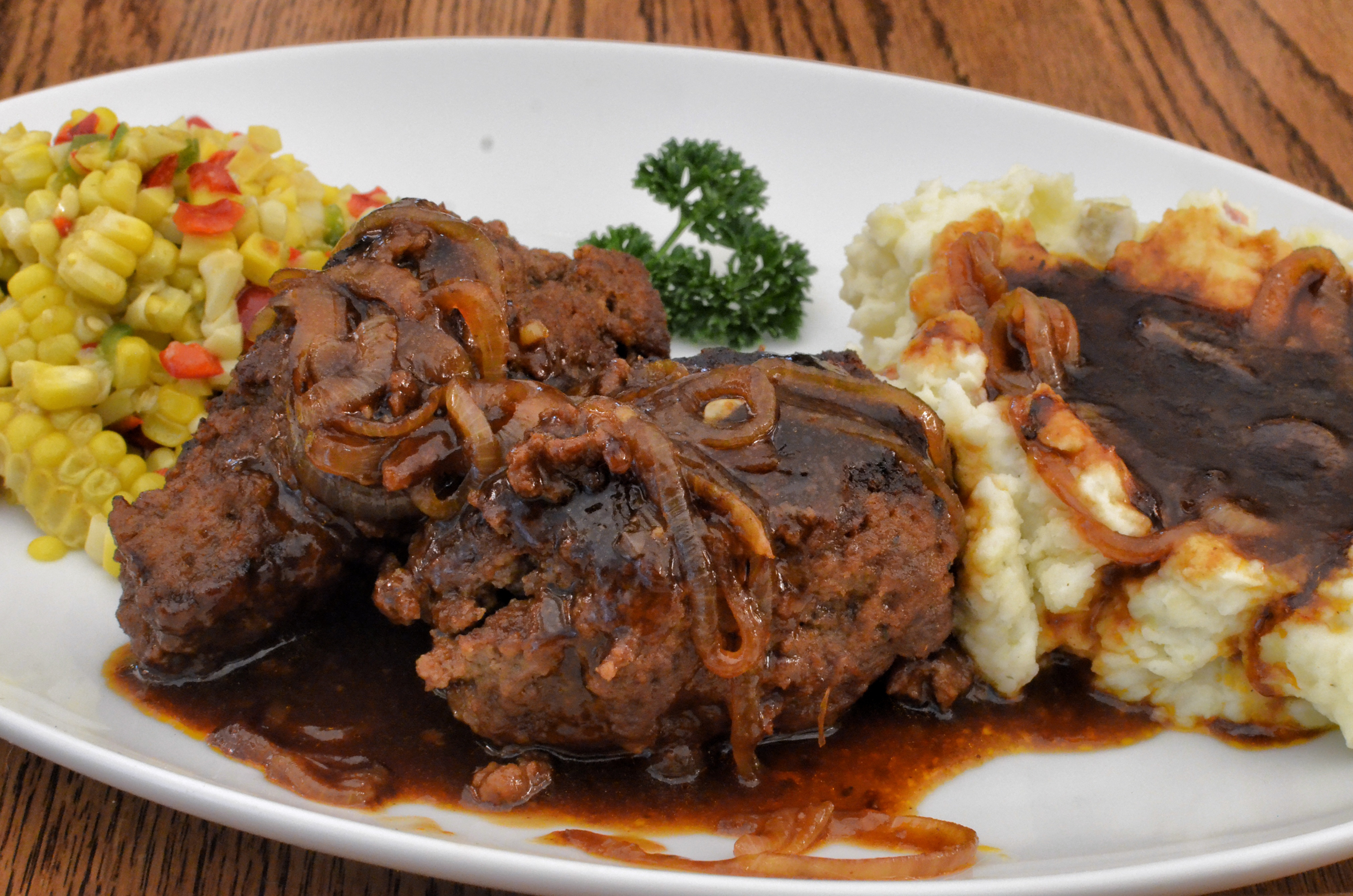
Dwa steki salisbury z brązowym sosem

Stek Salisbury został wymyślony przez amerykańskiego lekarza dra Jamesa H. Salisbury (1823–1905), jako produkt mający początkowo spełniać wymogi diety ubogowęglowodanowej. Określenie stek Salisbury zaczęło być używane w Stanach Zjednoczonych w 1897 roku. Danie jest popularne w Stanach Zjednoczonych, gdzie tradycyjnie serwowane jest z sosem oraz tłuczonymi ziemniakami albo z makaronem.